# Velký irský hladomor

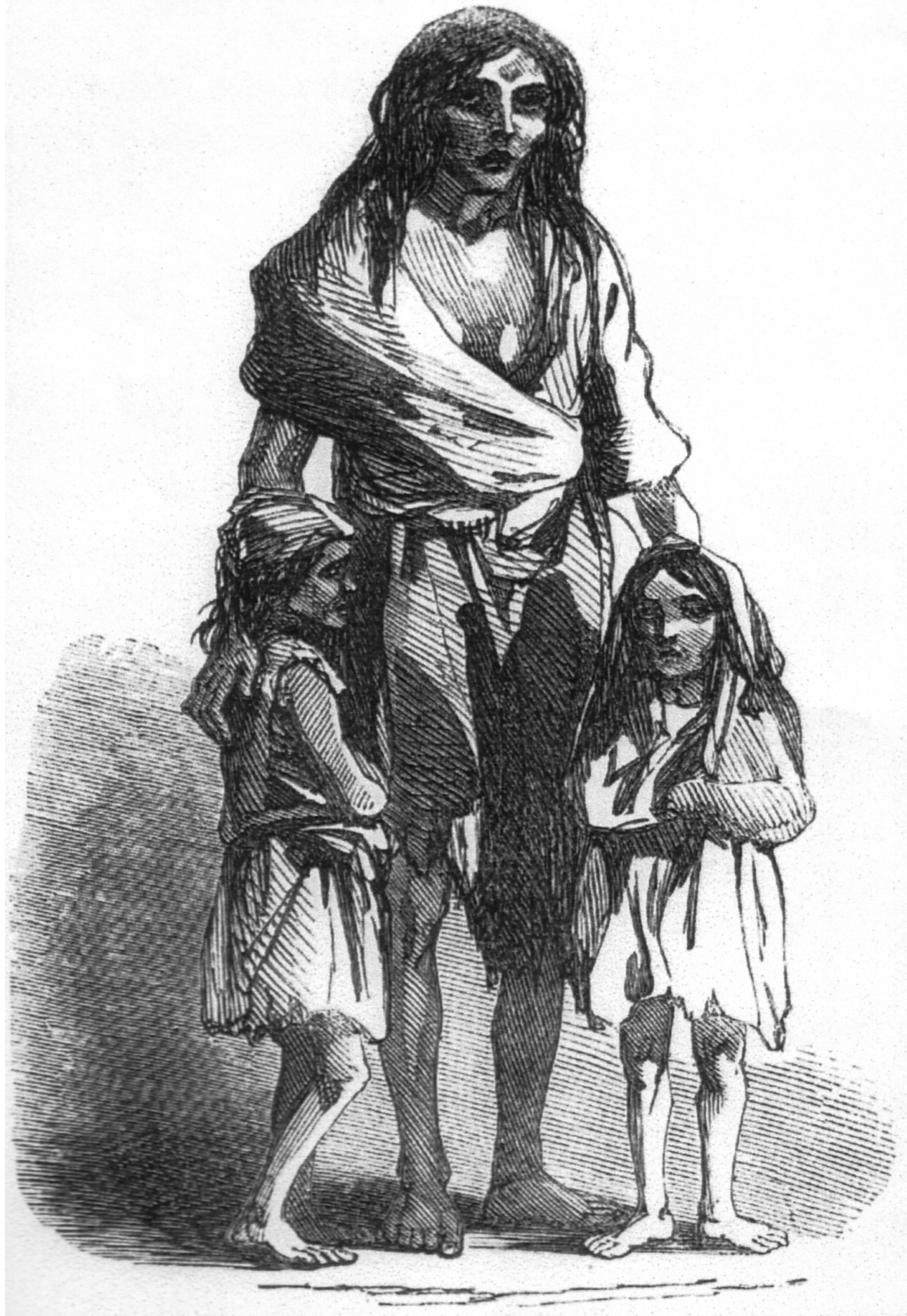
Skica zachycující život Bridget O'Donnelové za Velkého irského hladomoru.

Velký hladomor nebo Velký hlad (angl. Great Famine, Great Potato Famine či Great Hunger, irsky An Gorta Mór či An Drochshaol) je označení pro katastrofální hladomor, který postihl Irsko v letech 1845–1849. Jeho příčinou byla neúroda brambor, které tvořily primární zdroj potravy pro Iry, pokračující pro Irsko zničující britská ekonomická politika a neschopnost nebo neochota Velké Británie Irsku pomoci. Příčinou neúrody bylo velmi vlhké počasí, které podpořilo masivní rozšíření houbových chorob brambor; hlavní roli zde sehrála plíseň bramborová (Phytophthora infestans) původem z Ameriky. Jelikož oproti starším plodinám byly nově dovezené irské brambory vzájemně nepříliš geneticky odlišné, plíseň se rozšířila tak rapidně, že zničila většinu irských zdrojů obživy. Analýza ostatků (zubů) ale ukázala, že vysoká úmrtnost mnohdy nebyla způsobena nedostatkem potravy jako takové (například z USA proudily do Irska dodávky kukuřice), ale nedostatkem přístupu k jídlu, respektive velmi malými porcemi, které chudí lidé dostávali za práci.

## Pokles populace

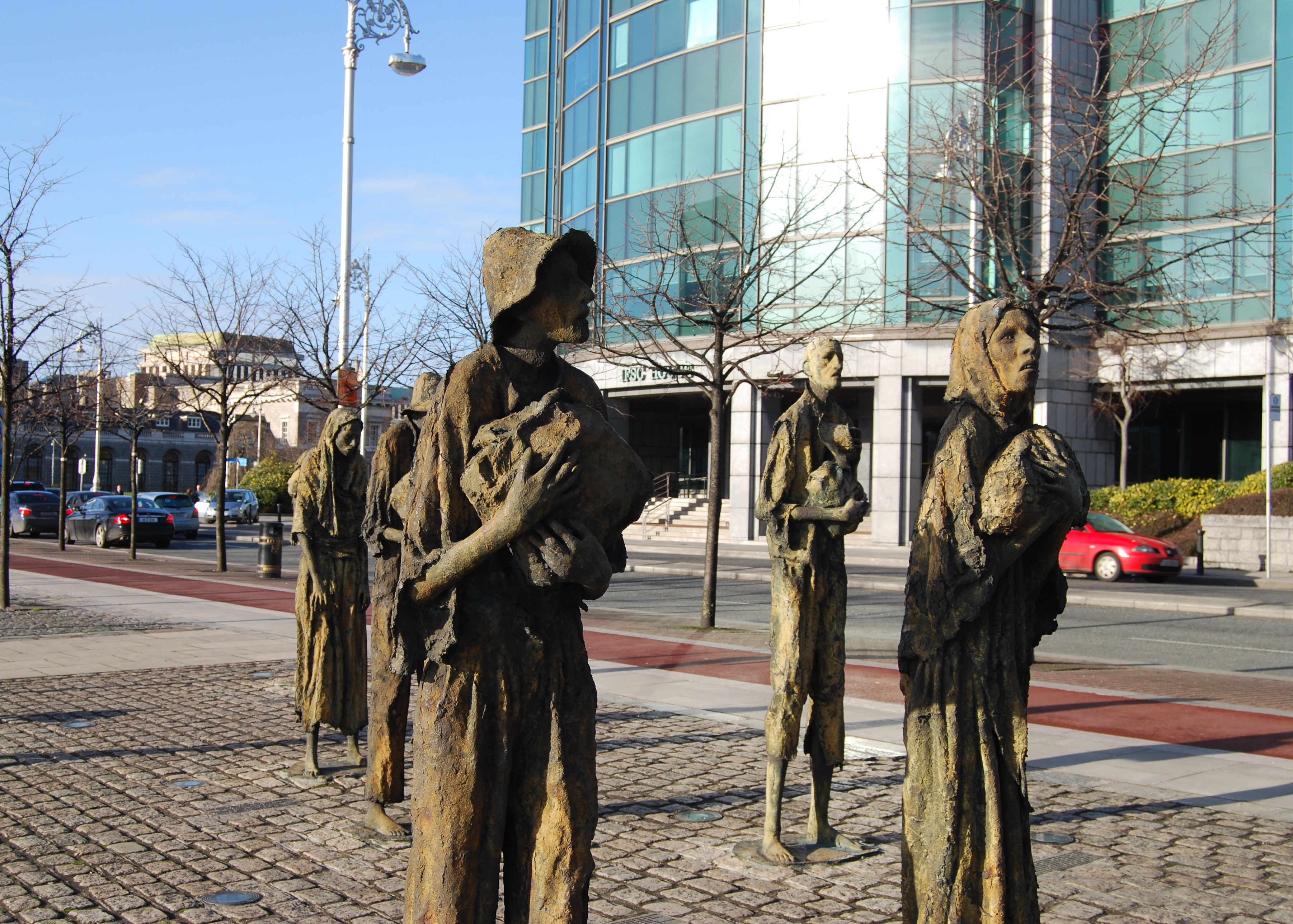
Pomník obětem hladomoru v irském Dublinu

Odhaduje se, že během hladomoru zemřelo něco mezi půl miliónem a jedním a půl miliónem lidí (z více než 8miliónové irské populace) a další dva milióny odešly z Irska hledat si obživu jinde ve světě (nejčastěji v USA, Velké Británii, Kanadě či Austrálii, viz též irská diaspora). V roce 1851 činil pokles dříve rychle rostoucí irské populace proti roku 1841 asi 20 %. Zničující efekt hladomoru na irskou populaci a hospodářství přetrvával dlouho poté, co se situace se zásobováním zlepšila (pokles obyvatelstva pokračoval z rozličných důvodů až do 20. století, kdy přesáhl 40 %).

## Vztah Irů k Britskému impériu

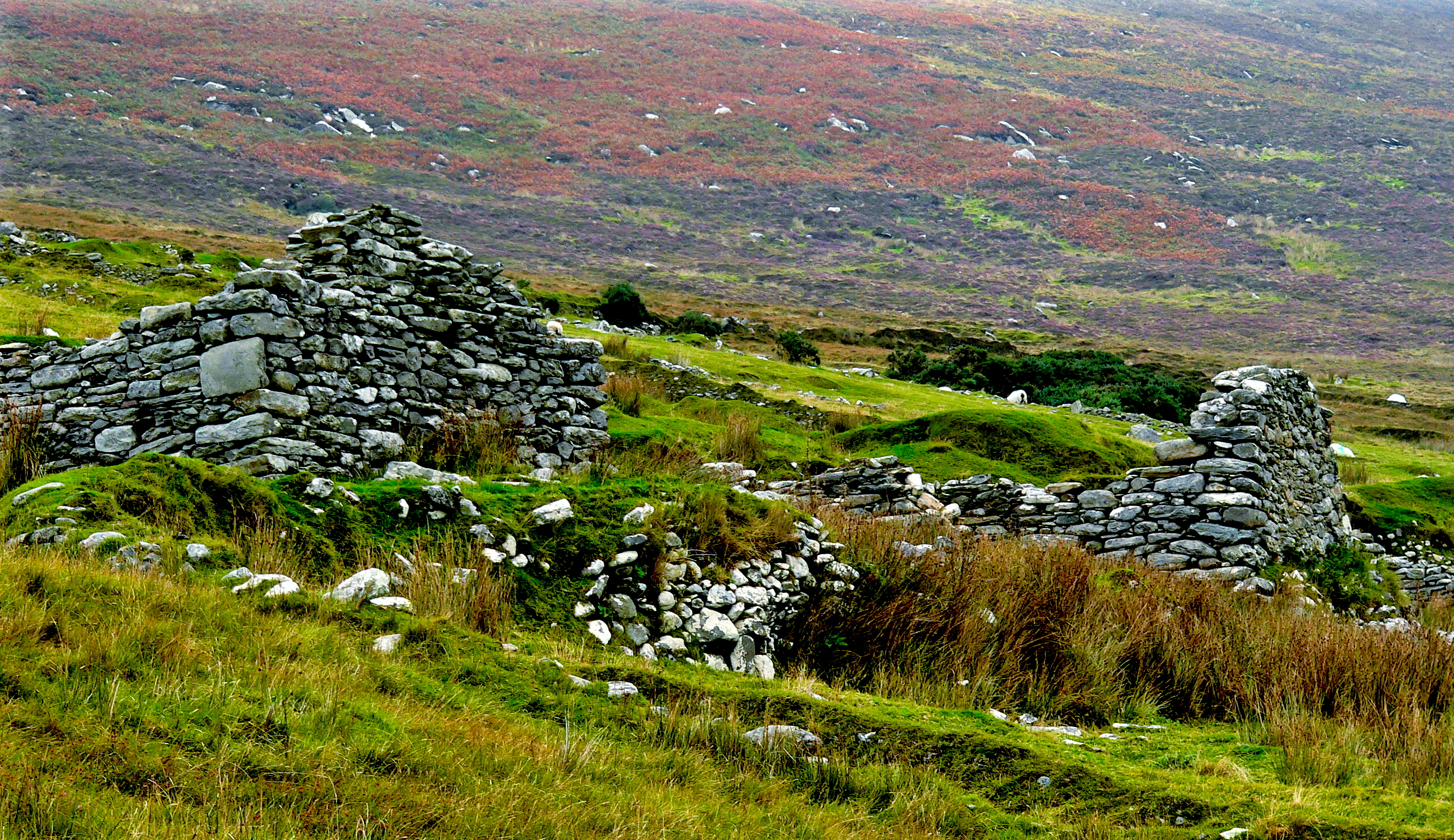
Ruiny opuštěné vesnice na ostrově Acaill u západního pobřeží Irska

Hladomor též velice negativně ovlivnil již tak nedobrý vztah Irů k Angličanům a Britskému impériu. Irové Angličanům vyčítali především malou snahu Irsku pomoci, výběrovost jejich pomoci (směřovala hlavně do oblastí s vysokým podílem anglického obyvatelstva) a neochotu změnit zákony a obchodní pravidla, která ještě zvýrazňovala dopad katastrofy. Někteří mají dokonce názor, že to byla britská genocida.